# 宮本俊朗
宮本 俊朗（みやもと としろう、1944年〈昭和19年〉2月24日 - 2022年〈令和4年〉9月22日）は、日本の政治家、元岡山県美作市長（1期）。

## 来歴
岡山県出身。大阪電気通信大学中退。2003年美作町長に当選、1期務める。2005年美作町は合併により、美作市が発足。合併後の市長選挙に立候補し、無投票で当選した。美作市長を1期務め、2009年健康上の理由で再出馬を断念、後継者に副市長の安東美孝に指名し、市長を退任した。2022年死去。